# Idioma suba
Suba es un idioma hablado por el pueblo Suba del este de África. Está casi extinto, pues según el censo de 2009 indica que es hablado por menos de 150 mil personas. Es una rama de las lenguas bantúes hablada en Kenia, que se cree que se desarrolló a partir de las interacciones entre los hablantes de Luo y Lusoga. Los Lusoga emigraron del reino de Baganda debido a un conflicto entre tribus.
Los clanes Suba se encuentran en la costa este y las islas del lago Victoria en Kenia y Tanzania. Han formado alianzas con clanes vecinos, como el pueblo Luo, a través de matrimonios mixtos, y como resultado, la mayoría de las personas de Suba son bilingües. La religión Suba tiene una antigua historia politeísta que incluye escritos de diversos espíritus ancestrales. Una reciente reactivación del idioma Suba y su cultura ha influido en el aumento del número de hablantes nativos cada año.

## Historia
Suba es un idioma africano hablado por el pueblo subsahariano en las costas orientales del lago Victoria. La dependencia comercial se estableció a mediados del siglo XIX entre los pueblos Suba y Luo, un clan vecino más grande. Después de un período de interacción, ambos clanes se acostumbraron a las tradiciones y prácticas entre sí, y finalmente, a través de factores como el matrimonio, la educación y la religión, ambos clanes se combinaron y se conocieron como Luo - Suba.
Debido a que los Luo son la población más numerosa, la necesidad del habla nativa de suba disminuyó. La mayoría de los hablantes de suba se volvieron bilingües, pero a mediados de la década de 1990, se produjo una reactivación del idioma Suba después de que el gobierno de Kenia iniciara el proyecto lingüístico Suba, donde el idioma suba se introdujo como asignatura en las escuelas primarias de Kenia.
Además, muchos ejemplos escritos del idioma Suba han sido estudiados a través de antiguos textos religiosos. Estos textos representan una religión politeísta detallada que describe los espíritus de ancestros antiguos como protectores de la familia y la tierra. En la actualidad, el cristianismo es la principal religión practicada por la gente Suba. En 2010, el Nuevo Testamento fue traducido a Suba.

## Dialectos
Se considera que en el idioma suba hay 6 tipos de dialextos, ubicados en un área específica;
| Dialecto    | Área                                             |
| ----------- | ------------------------------------------------ |
| Olwivwang'o | Mfangano, Rusinga, Takawiri, and Kibwogi Islands |
| Ekikuna     | Kaksingri                                        |
| Ekingoe     | Ngeri                                            |
| Ekigase     | Gwasi Hills                                      |
| Ekisusuuna  | Migori                                           |
| Olumuulu    | Muhuru Bay                                       |

## Gramática
La gramática Suba y sus características son similares a otras lenguas bantúes.  En general, Suba consta de 11 consonantes y 7 vocales. Las constantes solo ocurren al comienzo de las sílabas, creando una estructura de sílaba de V o CV. Las sílabas pueden comenzar con vocales, pero siempre deben terminar en ellas. Las sílabas Suban también consisten en dos tonos diferentes, bajo y alto. Un tono alto se marca con un acento agudo ('), y un bajo se marca con un acento grave (`) o no se marca en absoluto.
Nombres
| Nombres Suba | Nombres Suba | Nombres Suba | Nombres Suba | Nombres Suba   | Nombres Suba |
|              | suba         | Singular     | español      | Plural         | español      |
| ------------ | ------------ | ------------ | ------------ | -------------- | ------------ |
| 1            | Mu-wa        | o-mwana      | bebé         | a-wana         | babes        |
| 2            | Mu-mi        | o-muti       | árbol        | e-miti         | árboles      |
| 3            | n-n          | e-ngoko      | huevo        | e-ngoko        | huevos       |
| 4            | ki-bi        | e-kitabu     | libro        | e-bitabu       | libros       |
| 5            | li-ma        | i-toke       | banana       | amatoke        | bananas      |
| 6            | ka-bu        | ka-nafu      | pereza       | ba-nafu        | pereza       |
| 7            | lu-n         | o-lusuba     | olusuba      | -----------    | -----------  |
| 8            | gu-ga        | gu-bwa       | perro malo   | gu-bwa         | perros malos |
| 9            | ku-ma        | ku-tumbula   | presumir     | ma-tumbula     | presumir     |
| 10           | tu           | tu-baka      | ovejita      | -------------- | ovejitas     |

Pronombres
| Pronombres suba | Pronombres suba | Pronombres suba | Pronombres suba | Pronombres suba | Pronombres suba | Pronombres suba | Pronombres suba | Pronombres suba |
| Pronombre       | Singular        | Español         | Plural          | Español         | Singular        | Español         | Plural          | Español         |
| --------------- | --------------- | --------------- | --------------- | --------------- | --------------- | --------------- | --------------- | --------------- |
| 1.ª persona     | inze            | Yo              | ifue            | Nosotros        | ifue            | Mío             | ifwe            | Nuestro         |
| 2.ª persona     | iwue            | Tu              | mbaaria         | Ustedes         | iwue            | De ti           | muri            | De ustedes      |
| 3.ª persona     | iyie            | El              | awu             | Ellos           | ekiae           | De él           | iwo             | De ellos        |
| 3.ª persona     | iyie            | Ella            | awu             | Ellas           | ekiae           | De ella         | iwo             | De ellas        |
| 3.ª persona     | kiri            | Eso             | ekiae           | Esos            | ekiae           | De ello         | ekiawu          | De ellos        |

## Escritura
El sistema de escritura Suba se basa en la escritura latina. El uso de la escritura latina ha hecho que sea más fácil para la gente de Suba practicar el cristianismo y traducir versículos de textos bíblicos. El sistema numérico de Suba también tiene ascendencia latina, ya que utiliza un orden inferior para establecer un orden superior. Como Suba es una de las lenguas bantú marginadas de Kenia, aún se necesita estudiar mucho más la descripción del idioma. 
Letras
| Alfabeto latino | Alfabeto latino | Alfabeto latino | Alfabeto latino | Alfabeto latino | Alfabeto latino | Alfabeto latino | Alfabeto latino | Alfabeto latino | Alfabeto latino | Alfabeto latino | Alfabeto latino | Alfabeto latino | Alfabeto latino | Alfabeto latino | Alfabeto latino | Alfabeto latino | Alfabeto latino | Alfabeto latino | Alfabeto latino | Alfabeto latino | Alfabeto latino | Alfabeto latino | Alfabeto latino | Alfabeto latino | Alfabeto latino | Alfabeto latino |
| --------------- | --------------- | --------------- | --------------- | --------------- | --------------- | --------------- | --------------- | --------------- | --------------- | --------------- | --------------- | --------------- | --------------- | --------------- | --------------- | --------------- | --------------- | --------------- | --------------- | --------------- | --------------- | --------------- | --------------- | --------------- | --------------- | --------------- |
| Mayúscula       | A               | B               | C               | D               | E               | F               | G               | H               | I               | J               | K               | L               | M               | N               | O               | P               | Q               | R               | S               | T               | U               | V               | W               | X               | Y               | Z               |
| Minúscula       | a               | b               | c               | d               | e               | f               | g               | h               | i               | j               | k               | l               | m               | n               | o               | p               | q               | r               | s               | t               | u               | v               | w               | x               | y               | z               |

Números
| Sistema numeral suba | Sistema numeral suba | Sistema numeral suba | Sistema numeral suba | Sistema numeral suba | Sistema numeral suba |
| Número               | Leído                | Significado          | Número               | Leído                | Significado          |
| -------------------- | -------------------- | -------------------- | -------------------- | -------------------- | -------------------- |
| 1                    | endala               | 1                    | 11                   | ikumi ne endala      | 10+1                 |
| 2                    | iwiri                | 2                    | 12                   | ikumi ni iwiri       | 10+2                 |
| 3                    | isatu                | 3                    | 13                   | ikumi ni isatu       | 10+3                 |
| 4                    | ine                  | 4                    | 14                   | ikumi ni ine         | 10+4                 |
| 5                    | itaanu               | 5                    | 15                   | ikumi ni itaanu      | 10+5                 |
| 6                    | mukaago              | 6                    | 16                   | ikumi ni mukaaga     | 10+6                 |
| 7                    | musamvu              | 7                    | 17                   | ikumi ni musamvu     | 10+7                 |
| 8                    | munaane              | 8                    | 18                   | ikumi ni munaane     | 10+8                 |
| 9                    | kienda               | 9                    | 19                   | ikumi ná kienda      | 10+9                 |
| 10                   | ikumi                | 10                   | 20                   | amakumi awiri        | 20                   |